# Bonnkonventionen
Bonnkonventionen (eller Convention on the Conservation of Migratory Species of Wild Animals (CMS), Överenskommelse för bevarandet av vandrande vilda djur) är ett internationellt fördrag som undertecknades den 23 juni 1973 i Bonn. Konventionen trädde i kraft den 1 november 1983. Sekretariatet för överenskommelsen har sitt säte i Bonn och är en del av Förenta nationernas miljöprogram (UNEP).

## Konventionens mål
I konventionen förpliktar sig de undertecknande stater att vidta åtgärder för att skydda vandrande djurarter över hela världen och att använda de endast på ett hållbart sätt. Detta skall uppnås med hjälp av befintliga internationella lag samt med ny lagstiftning som täcker arternas hela vandringsområde. Konventionen omfattar cirka 1 200 utrotningshotade arter eller avgränsade populationer som är särskilt hotade.
För enskilda arter eller populationer som inte nödvändigtvis är utrotningshotade är utvecklingen av lokala avtal påtänkt. I dessa fördrag skall juridiskt bindande regler upprättas som säkerställer arternas skydd och bevarande. De ska även ge ledtrådar för staternas samarbete.

## Konventionens institutioner
Vart tredje år håller medlemmarna en konferens som sammanfattar och diskuterar över den senaste utvecklingen. Här bestäms även framtidens prioriteter och konventionens budget.
Politiska och administrativa beslut fattas mellan konferenserna av den ständiga kommittén. Den bildas av en eller två representanter från varje kontinent, av ett ombud från Tyskland (som säte för sekretariatet) och av en representant från värdlandet för nästa konferens.
Vetenskapsrådet ger rekommendationer och vetenskaplig stöd.
Sekretariatet förbereder konferenserna, koordinerar kommunikationen mellan medlemmarna och håller kontakt till andra stater.